# Нові Марасани
Нові Мараса́ни (рос. Новые Марасаны) — присілок в Зав'яловському районі Удмуртії, Росія.
Знаходиться на лівому березі річки Вожойка, на безпосередній окраїні міста Іжевськ. Через присілок проходить автошлях Іжевськ-Воткінськ, ту починається північна кільцева дорога столиці.

## Населення
Населення — 64 особи (2012; 37 в 2010).
Національний склад станом на 2002 рік:
- росіяни — 86 %

## Урбаноніми[3]
- вулиці — Західна, Насосна, Новомарасанська, Праці, Середня, Східна, Шосейна
- провулки — Баранова (іноді вказують як проїзд), Підлісний, Польовий
- проїзди — Польовий